# Jens Heppner

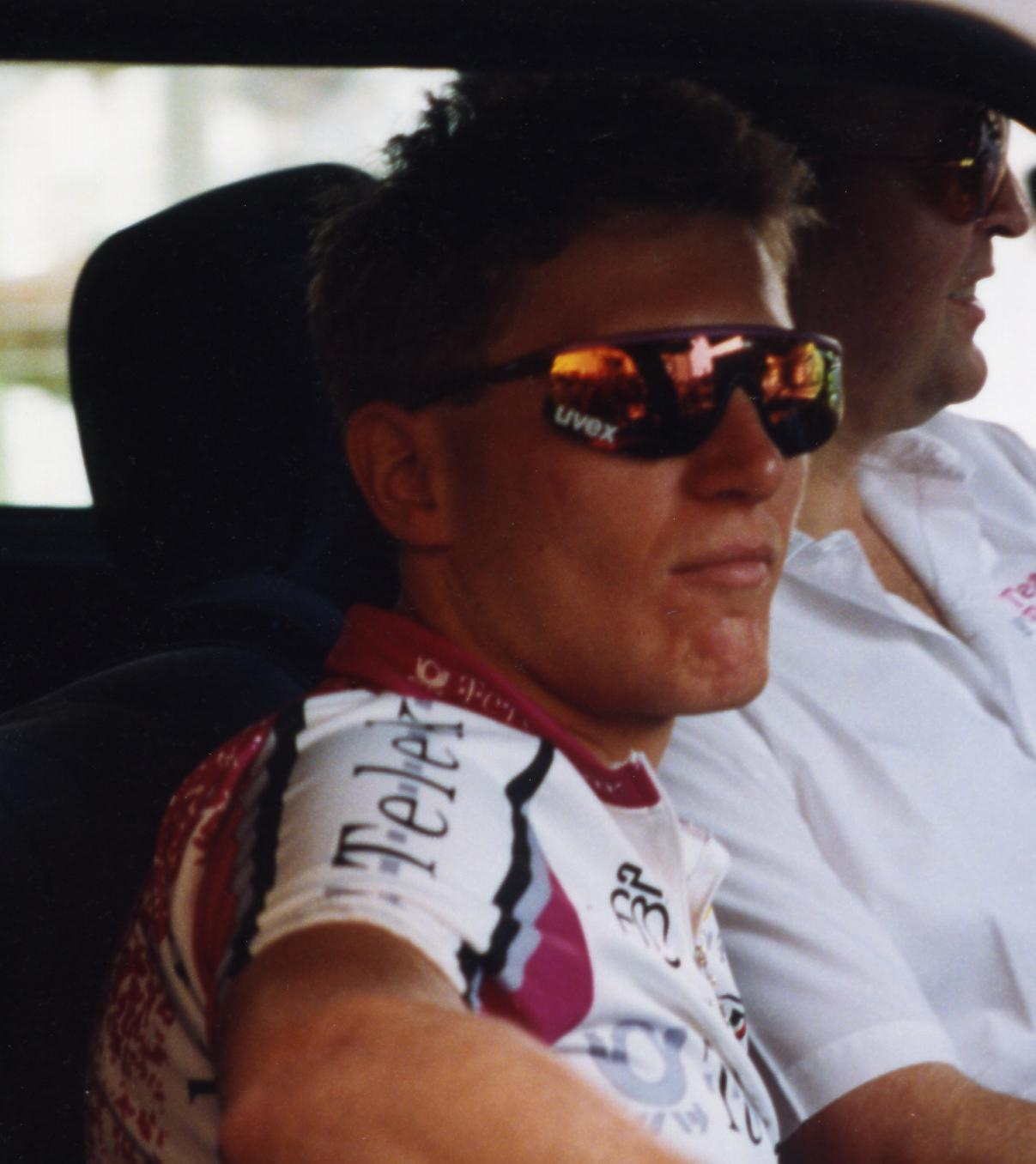
Jens Heppner al Tour de França de 1993

Jens Heppner (Gera, 23 de desembre de 1964) és un ciclista alemany, ja retirat, que fou professional entre el 1991 i el 2005. En el seu palmarès destaca una victòria d'etapa al Tour de França de 1998, el campionat nacional en ruta de 1994 i la Volta a Alemanya de 1999.
En retirar-se passà a desenvolupar tasques de direcció, primer a l'equip Team Wiesenhof (2006-2007) i posteriorment alNetApp-Endura (2010-2013).
El seu nom va aparèixer a l'informe publicat pel senat francès el 24 de juliol de 2013 com un dels trenta ciclistes que haurien donat positiu per EPO al Tour de França de 1998 amb caràcter retrospectiu, ja que van analitzar les mostres d'orina d'aquell any amb els mètodes antidopatges actuals.

## Palmarès
- 1982
  -  Campió del món júnior en contrarellotge per equips (amb Jan Glossmann, Uwe Ampler i Andreas Lux)
- 1985
  - Vencedor d'una etapa del Circuit Franco-belga
- 1987
  - 1r al Sachsen-Tour
  - 1r a la Hessen-Rundfahrt
- 1994
  -  Campió d'Alemanya en ruta
  - 1r al Tour del Llemosí i vencedor d'una etapa
- 1995
  - Vencedor d'una etapa del Tour del Llemosí
- 1996
  - Vencedor d'una etapa del Regio-Tour
- 1997
  - Vencedor d'una etapa del Critèrium del Dauphiné Libéré
- 1998
  - Vencedor d'una etapa del Tour de França
- 1999
  - 1r a la Rund um Köln
  - 1r a la Volta a Alemanya
- 2000
  - 1r a la Rund um den Pfaffenteich
  - Vencedor d'una etapa de la Volta a Alemanya

### Resultats al Tour de França
- 1992. 10è de la classificació general
- 1993. 62è de la classificació general
- 1994. 60è de la classificació general
- 1995. 66è de la classificació general
- 1996. 88è de la classificació general
- 1997. 60è de la classificació general
- 1998. 56è de la classificació general. Vencedor d'una etapa
- 2000. 40è de la classificació general
- 2001. Abandona (16a etapa)

### Resultats al Giro d'Itàlia
- 1992. 27è de la classificació general
- 1994. 58è de la classificació general
- 2002. Abandona (18a etapa).  Porta la màglia rosa durant 10 etapes